# Musaeus van Efeze
Musaeus of Musaios (Oudgrieks Μυσαῖος) kwam uit Efeze en behoorde tot het hof van de koningen van Pergamon. Hij schreef de Perseis, en gedichten over de dynastie van Attalus, Attalus I.

## Referentie
- W. Smith, art. Musaeus, literary (3), in W. Smith (ed.), A dictionary of Greek and Roman biography and mythology, II, Boston, 1867, p. 1127.

- Gemeinsame Normdatei: 102399972
- Virtual International Authority File: 57001791
- WorldCat: E39PBJdcCmVKyg6xxmG7wwPfbd